# 加影新城站
加影新城站为马来亚铁道通勤铁路芙蓉线上的一个车站，位于雪兰莪加影市万宜选区的加影新城西侧。该站于2020年落成，2023年3月13日正式运营，耗资7000万令吉，以使当地居民可通过电动火车前往吉隆坡市中心或芙蓉等地。

### 楼层分布
| 地上一层 | 站厅通道           | 车站商店、票务服务、自动售票机、高架通道和楼梯往站台和出入口 |                    |                    |
| 地面     | 侧式站台，左侧开门 | 侧式站台，左侧开门                                           | 侧式站台，左侧开门 | 侧式站台，左侧开门 |
|          | 2号站台            | 1 芙蓉线 往黑风洞（加影）                                    |                    |                    |
|          | 1号站台            | 1 芙蓉线 往普罗士邦／淡边（马来西亚国立大学）                |                    |                    |
|          | 侧式站台，左侧开门 |                                                              |                    |                    |
|          |                    | 注：1号站台暂不使用，双向火车共用2号站台                     |                    |                    |
|          |                    | 出入口、计程车停靠处                                         |                    |                    |

## 接驳交通
快捷通巴士干线路线450 （加影 - 富都口），捷运接驳巴士路线T451 （加影体育场 - 马来西亚国立大学）, T465 （加影体育场 - 万宜新镇第一区），以及雪兰莪精明巴士KJ04 （加影 - 万宜新镇）途经位于流古路的Plaza Perabot巴士站，也是最接近本站的巴士站。

## 邻近地点
加影新城站位于整个加影新城街区的西面，从该站主出入口可通往加影新城、Kajang Villa和丽阳恒庭（Tropicana Heights）。另外乘客也可通过跨越流古路的行人天桥至西端的万宜新镇第五区或者也通往流古路、Fairuza路、Plaza Perabot（Bangi One Stop Home Centre）、登纳嘉花园、加影巴士总站广场、流古路国中、威斯（东）淡小以及周五营业的流古路夜市。